# Calodromius putzeysi
Calodromius putzeysi är en skalbaggsart som först beskrevs av Paulino 1876.  Calodromius putzeysi ingår i släktet Calodromius, och familjen jordlöpare. Arten förekommer tillfälligt i Sverige, men reproducerar sig inte.